# Torremolinos
Torremolinos ist eine Stadtgemeinde in der spanischen Region Andalusien. Sie ist eine der 100 selbständigen Gemeinden der Provinz Málaga an der Costa del Sol. Die Stadt hat 70.933 Einwohner (Stand: 2024) auf einer Fläche von 20,17 Quadratkilometern. Dies entspricht 3412 Einwohnern pro Quadratkilometer. Die in drei Ortsteile untergliederte Gemeinde hat damit eine sehr hohe Bevölkerungsdichte. 

## Geografie

### Geografische Lage
Torremolinos liegt etwa 563 Kilometer von der spanischen Hauptstadt Madrid entfernt an der Südküste der iberischen Halbinsel. Zwölf Kilometer südwestlich von Málaga an der Costa del Sol erstreckt sich die Stadt zwischen den Ausläufern der Sierra de Mijas (Sierra Llana) und der südöstlich gelegenen Küste, des westlichen Teils der Bucht von Málaga. In einer Entfernung von sechs Kilometern, zwischen Málaga und Torremolinos, befindet sich der Flughafen Málaga. Nachbargemeinden sind im Südwesten Benalmádena, im Nordwesten Alhaurín de la Torre und im Norden die Provinzhauptstadt Málaga. Die mittlere Höhe beträgt 49 Meter über dem Meeresspiegel.

### Stadtgliederung
Die Stadt Torremolinos untergliedert sich in folgende Stadtteile:
- El Bajondillo
- El Calvario
- La Carihuela

### Klima
Das Klima in Torremolinos entspricht dem der gesamten Costa del Sol, also dem mediterranen Mittelmeerklima. Die Durchschnittstemperatur beträgt 17,8 Grad Celsius bei 2800 Sonnenstunden im Jahr. Die mittlere Niederschlagsmenge beträgt 610 l/m².

## Geschichte
Aufgrund seiner Lage am Meer, der Milde des Klimas und reichhaltiger Süßwasserquellen siedelten schon in prähistorischer Zeit Menschen an der Westseite der Bucht von Málaga. Aus der Bajondillo-Höhle stammen die – mit rund 150.000 Jahren – ältesten Belege für den Verzehr von Muscheln und Schnecken durch Neandertaler. An der Punta de Torremolinos, dem heutigen Castillo de Santa Clara, fand man in heute nicht mehr existenten Höhlen neun Neandertaler-Schädel, deren Alter auf 150.000 Jahre datiert wurde. An gleicher Stelle entdeckte man Tongefäße, Axtspitzen, Ketten, Armbänder und Ringe aus der Jungsteinzeit um 5000 Jahre v. Chr., die der Historiker Juan Temboury einem mesopotamischen Volk zuordnet, das sich an der Küste von Torremolinos niedergelassen haben soll.
Weiterhin gibt es Hinweise phönizischer, griechischer und römischer Besiedlung, so eine kleine römische Nekropole, die man bei Bauarbeiten an der Plaza Cantabria entdeckte, und Reste einer von ehemals drei römischen Pökelfabriken an der zur damaligen Zeit schon bestehenden Verbindungsstraße von Málaga nach Cádiz. Doch erst unter den Arabern erreichte der Ort eine gewisse Bedeutung. Während der Nasriden-Herrschaft wurden an dem im Gebiet von Los Manantiales entspringenden und am Strand von Torremolinos mündenden Fluss bis zu 19 Mehlmühlen errichtet und Anfang des 14. Jahrhunderts zur meerseitigen Verteidigung ein viereckiger Wehrturm erbaut, der noch heute am Ende der Straße Calle San Miguel zu sehen ist.

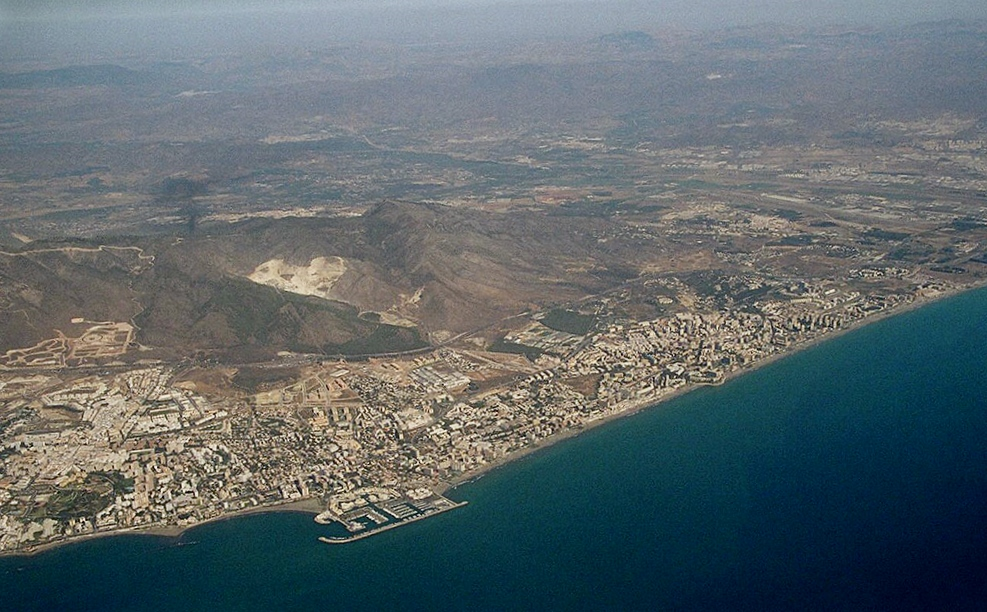
Torremolinos und Benalmádena

Nach der Einnahme von Málaga durch die Christen im Zuge der Reconquista im Jahr 1487 wurde der arabische Verteidigungsturm und der größte Teil des umgebenden Gebietes durch die Katholischen Könige dem vierten Grafen von Benavente-Zamora, Rodrigo de Pimentel, übereignet, zum Dank für seine Unterstützung mit Pferden und Lebensmitteln bei der Belagerung der Stadt. Der Wehrturm trägt seitdem als Torre de Pimentel dessen Namen. Ein zweiter, von den neuen Herren errichteter Beobachtungsturm zur Abwehr von nordafrikanischen Korsaren, La Colina genannt, steht heute nicht mehr. Der Torre de Pimentel („Turm von Pimentel“) wurde zusammen mit den vielen Mühlen („los molinos“) namensgebend für den Ort Torremolinos. Schon unmittelbar nach der christlichen Eroberung hieß die Gegend, dem Ort Alhaurín de la Torre zugehörig, Los Molinos de la Torre („Turmmühlen“). Ab 1502 kam das Gebiet als Torres de Pimentel („Türme von Pimentel“) unter die Verwaltung Málagas. Später wurde dann, unter anderem auf Landkarten, die Bezeichnung Torre de los Molinos („Turm von den Mühlen“) verwendet.
Erstmals unter seinem heutigen Namen erwähnt wurde der Ort als T.Molinos auf einer Karte des Marqués de la Ensenada im Jahr 1748, die von dem Ingenieur Francisco Llobet erstellt wurde. Die Stadt Málaga erhielt schon ab einem Jahr nach der Inbesitznahme durch die Katholischen Könige in der „Carta Puebla“ (1488) und dem Dokument „Real Cédula“ (1489) die Wasserrechte durch den Besitz der Quellen von Torremolinos zugesprochen, was 1511 durch Johanna von Kastilien nochmals bestätigt wurde. Dies bedeutete wegen fehlenden Wassers durch Entnahme aus dem Fluss den allmählichen Niedergang der Mühlen. Heute existiert nur noch eine Mühle, die als Restaurant dient.
Wegen der ständigen Bedrohung der Küste durch maurische und arabische Piraten, den Korsaren, die seit dem ersten dokumentierten Angriff am 5. Mai 1503 ständig Raubzüge an der Costa del Sol unternahmen, machte der Ingenieur der Königlichen Streitkräfte, Antonio Jiménez Mesa, im Jahr 1763 den Vorschlag, eine Festung zur Verteidigung des Küstenabschnitts von Torremolinos zu bauen. Ab 1770 begann die Errichtung des Festungswerkes auf dem Gelände des heutigen Hotel Santa Clara. Die Festung wurde mit sechs 24-Pfund-Kanonen ausgestattet, mit einer Reichweite von etwa sechs Kilometern. Weiterhin befanden sich Kasernen für Kavallerie und Infanterie, Wohnungen, Lagerräume und eine Kapelle innerhalb der Festungsmauern. Von dem bis 1830 als militärischem Stützpunkt genutzten Bauwerk, das danach noch einige Zeit der Unterkunft von Grenzsoldaten diente, bevor es in Privatbesitz überging, sind nur noch einige Reste im Bereich des als „La Bateria“ bezeichneten Bereiches erhalten.

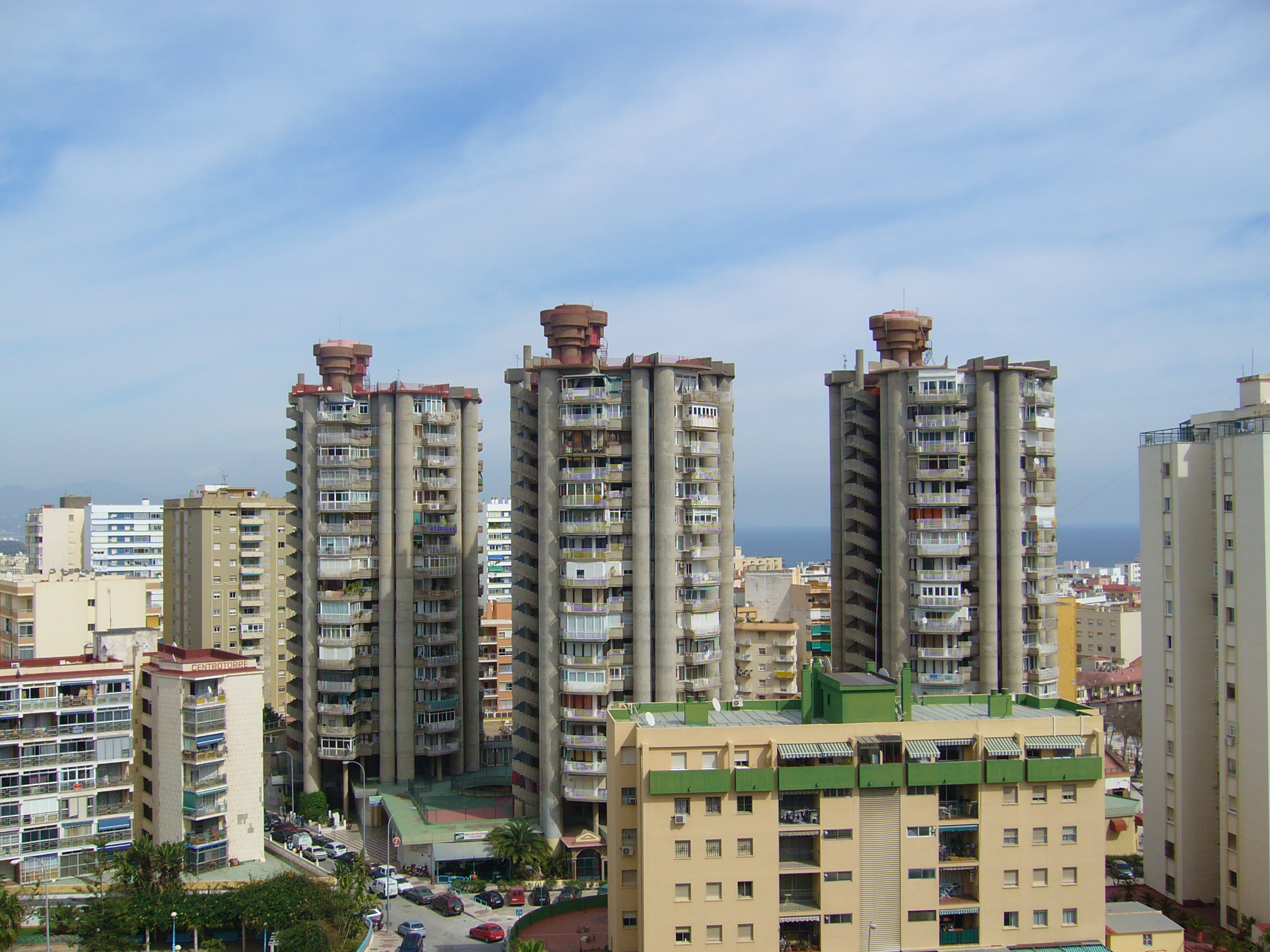
Las Tres Torres (1971) von Luis Alfonso Pagán.

Um den Torre de Pimentel und die Festung entwickelte sich zunächst als Ort ein kleines Fischerdorf, das Anfang des 20. Jahrhunderts in wirtschaftliche Schwierigkeiten geriet. Da gleichzeitig der Bevölkerungsanstieg Málagas dazu führte, dass die Stadt 1923 zwei Projekte der Umleitung von Wasser aus Torremolinos verfolgte, um die beschränkten Wasserreserven der Provinzhauptstadt aufzufüllen, wurde Torremolinos zu diesem Zeitpunkt als Stadtteil Málaga angegliedert. Ab dem Jahr 1930 begann Torremolinos sich dann zu einem Ausflugs- und Touristenort zu entwickeln. Der Brite Sir George Langworthy, seit Ende des 19. Jahrhunderts in Torremolinos ansässig, erwarb die Burg von Santa Clara und baute sie zum ersten Hotel des Ortes um. Die Einheimische Carlota Alessandri folgte diesem Beispiel kurz darauf mit dem Umbau ihres Gutshofes Cortijo de la Cucazorra zum Parador von Montemar. Weitere Hotels und Restaurants eröffneten in den 1940er Jahren, wie das Hotel La Roca und das Restaurant El Remo mit einem Festsaal in La Carihuela.
Noch als Teil von Málaga begann in den 1950er Jahren ein auf dem Tourismus basierender Aufschwung, der Torremolinos zum ersten großen Ort des Massentourismus an der Costa del Sol machte. Das Stadtbild beherrschen seitdem viele Hochbauten aus Beton, was sich in den südwestlich angrenzenden Benalmádena und Fuengirola fortsetzt. Die drei Städte gehören zu den am dichtesten besiedelten Regionen Spaniens. Seit dem 27. September 1988 ist Torremolinos wieder eine selbständige Gemeinde.
Der internationale Tourismus und die damit verbundenen Devisen bewirkten in den 1960er Jahren ein für die damaligen Verhältnisse in Spanien vergleichsweise liberales Nachtleben und eine kosmopolitische Atmosphäre. Schauspieler, Musiker und Künstler kamen nach Torremolinos ebenso wie Hippies und Aussteiger, Schwule, Lesben und Transsexuelle. Die erste Gay-Bar Spaniens wurde 1962 in Torremolinos eröffnet.
Am 29. Juli 2008 kurz nach Mitternacht detonierte unter einer Fußgängerbrücke der Strandpromenade von Torremolinos in der Nähe des Hotels Aloha Puerto eine Bombe, zu deren Bau etwa ein Kilogramm Sprengstoff verwendet wurde. Es entstand nur leichter Sachschaden. Auf der Promenade befanden sich zum Zeitpunkt der Explosion noch zahlreiche Passanten, von denen aber niemand verletzt wurde. Lediglich ein jugendlicher Tourist wurde von Sanitätern wegen Benommenheit behandelt. Der spanische Innenminister Alfredo Pérez Rubalcaba machte nach Analyse des Sprengsatzes die baskische Untergrundorganisation ETA für den Anschlag verantwortlich. Eine Vorwarnung habe es nicht gegeben.
| Jahr      | 1842 | 1877  | 1887  | 1900  | 1910  | 1920  | 1990   | 2000   | 2010   | 2020   |
| --------- | ---- | ----- | ----- | ----- | ----- | ----- | ------ | ------ | ------ | ------ |
| Einwohner | 785  | 2.131 | 2.390 | 2.991 | 2.925 | 3.028 | 27.543 | 44.772 | 66.270 | 67.877 |

## Kultur und Sehenswürdigkeiten
Die hauptsächlichen Attraktionen sind:
- Der botanische Garten Jardín Botánico Molino de Inca zwischen Torremolinos und Málaga
- Crocodile Park
- Torre de Pimentel

### Architektur
Die sehr gut ausgestattete Einkaufsstraße ist die Straße San Miguel in der Altstadt. Am Ende der Straße befindet sich der Turm Torre Molinos und nicht weit davon entfernt die Burg von Santa Clara. Unter den Adelshäusern ist das Hotel Pez Espada und das Centro Cultural Pablo Ruiz Picasso hervorzuheben. Beide sind im Prozess, zum allgemeinen Kulturgut ernannt zu werden. Andere wichtige Gebäude sind das Haus La Casa de los Navajas im maurischen Stil und die Kirche San Miguel sowie der Palacio de Congresos y Exposiciones de la Costa del Sol und das Auditorium Municipal Príncipe de Asturias für die wichtigsten Veranstaltungen der Stadt.
Obwohl die städtische Entwicklung Torremolinos deutlich vom ungeplanten Städtewachstum an der spanischen Küste in der zweiten Hälfte des 20. Jahrhunderts geprägt sind, sind einige seiner Gebäude klare Beispiele für die Architektur der Moderne oder des Art déco, so zum Beispiel der Bazar Aladino, ein Gebäude in Form eines Schiffes.

### Kirchen
Torremolinos hat sieben katholische Kirchen, von denen die Kirche San Miguel aus dem Jahre 1718 die älteste ist. Sie befindet sich am Platz Santos Arcángeles. Die Kirche der heiligen Jungfrau Maria beherbergt das Schaubild des Patrons von Torremolinos und wurde 1979 über der alten Kapelle von Carmen de La Carihuela erbaut. Jünger sind die Kirchen Madre del Buen Consejo aus dem Jahr 1974, Cristo Resucitado (1981) in El Calvario und Madre de la Iglesia (1992).

### Strände

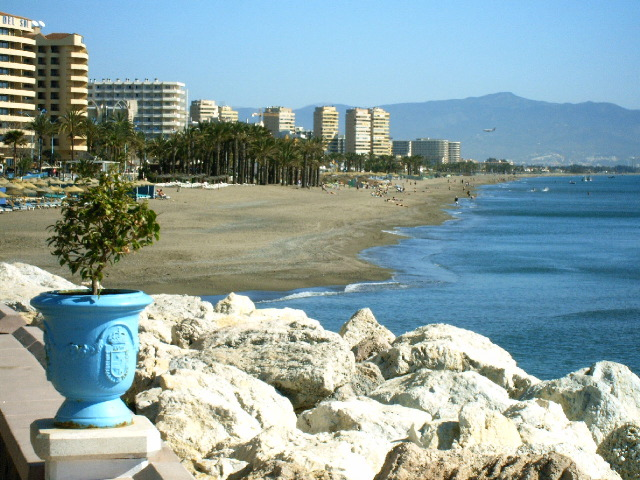
Playa de Torremolinos

Die hauptsächliche Attraktion Torremolinos sind seine Strände. Die Gemeinde verfügt über beinahe 7 km Küste. Die größten Strände sind:
- El Bajondillo
- El Lido
- El Saltillo
- La Carihuela
- Los Alamos / El Cañuelo
- Playamar / El Retiro

Diese Strände sind von der Stadt aus über den Paseo Marítimo erreichbar und überwiegend von dunklem Sand und gemäßigtem Wellengang geprägt. Während des Sommers sind sie stark besucht. Die beliebtesten sind El Bajondillo und La Carihule inmitten des städtischen Zentrums.

### Grünzonen
Wichtigste Grünflächen sind der Park Complejo Los Manantiales de Torremolinos mit dem botanischen Garten (Jardín Botánico Molino de Inca), sowie der Parque de La Batería. Der erstere enthält mehr als 150 Palmen von 50 Arten, 300 Bäume von 30 Arten sowie 400 unterschiedliche Sträucher. Der Parque de La Batería enthält einen 0,9 km² großen, besegelbaren See und einen Aussichtsturm mit Blick zur Küste.

## Wirtschaft und Infrastruktur

### Verkehr

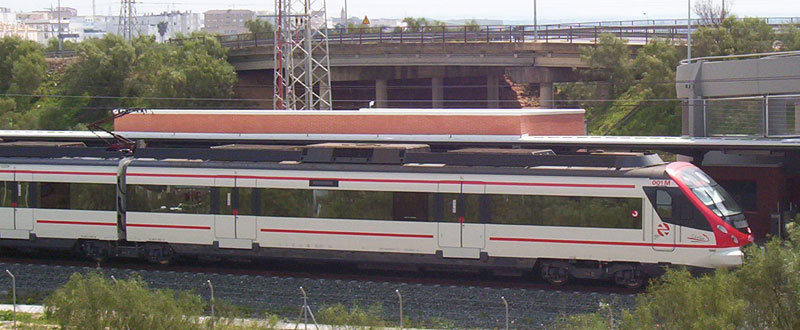
Cercanías RENFE

Torremolinos liegt an der Bahnstrecke Málaga–Fuengirola und verfügt über einen Anschluss an die Linie C-1 der Cercanías Málaga. Die Züge verkehren tagsüber alle 20 Minuten über den Flughafen nach Málaga bzw. in Gegenrichtung bis Fuengirola. Die Station Torremolinos liegt unter dem zentralen Platz der Altstadt.
Zu erwähnen ist der öffentliche Lift als Verbindung zwischen der auf dem Plateau gelegenen Altstadt und dem Strandviertel El Bajondillo (Kosten: 0,50 € pro Person). Alternativen für Fußgänger sind mehrere lange und teilweise verwinkelte Treppen.

## Erwähnenswertes
Bekannt wurde der Ort auch durch das Buch Die Kinder von Torremolinos von James A. Michener, das 1971 erschien und das Leben junger Aussteiger beschreibt und die damalige Atmosphäre des jugendlichen hedonistischen Milieus einfängt.
1973 veröffentlichte der Schlagersänger Iljan Darc (Gerd Leienbach) seinen Titel Torremolinos bei EMI Odeon. Die deutsche Schlagersängerin Tanja Jonak sang Anfang der 1990er Jahre den Titel Die Nacht von Torremolinos. Die Komposition stammt von Jean Frankfurter, der Text von Irma Holder.
In Anspielung auf Torremolinos brachte die Software-Firma Melbourne House 1985 für die seinerzeit gängigen Heimcomputer Acorn Electron, BBC Micro, Commodore 64, Schneider CPC und ZX Spectrum das Computerspiel Terrormolinos heraus. Es handelt sich um ein Textadventure, in dem man im fiktiven Ferienort Terrormolinos, einer Persiflage auf den Massentourismus in Torremolinos, ein Urlaubswochenende überstehen und zehn repräsentative Urlaubsfotos aufnehmen muss.
Der deutschsprachige Rapper Farid Bang, geboren in Melilla, lebte bis zu seinem 8. Lebensjahr in Torremolinos, bevor er mit seiner Familie nach Düsseldorf zog. 2019 veröffentlichte er ein Mixtape namens Torremolinos.
Die spanisch-dänische Filmkomödie Die Torremolinos Homevideos aus dem Jahr 2003 wurde teilweise am gleichnamigen Ort gedreht. 
Doris Dörries Filmkomödie Alles inklusive aus dem Jahr 2014 spielt in Torremolinos. Der Kinofilm handelt von der mittlerweile gealterten „Ingrid“ (Hannelore Elsner), die über 30 Jahre zuvor am Strand der heutigen Touristenstadt ein chaotisches Hippieleben führte und an den Ort ihrer Erinnerungen zurückkehrt.

## Belege
1. ↑  Gesamtzahl der Dateien Geografische Nomenklatur der Gemeinden und Bevölkerungseinheiten: 1 Datei:MUNICIIOS.csv Spalte:ALTITUD
2. ↑  Gesamtzahl der Dateien Geografische Nomenklatur der Gemeinden und Bevölkerungseinheiten: 1 Datei:MUNICIIOS.csv Spalte:SUPERFICIE
3. ↑  Instituto Nacional de Estadística Municipal Register of Spain
4. 1 2 3 4 5  Von Ort zu Ort – Tourismusverband der Costa del Sol / Torremolinos. Ehemals im Original (nicht mehr online verfügbar); abgerufen im April 2019. (Seite nicht mehr abrufbar. Suche in Webarchiven)
5. ↑  Luis Ojeda: Málaga – Costa del Sol, Seite 11, Editorial arguval, ISBN 84-89672-55-5
6. ↑  Costa del Sol, Seite 9, Editorial Fisa Escudo de Oro, S.A., ISBN 84-378-1937-7
7. 1 2  Torremolinos: Historia (Memento vom 8. April 2005 im Internet Archive)
8. ↑  Das Aktuelle – Torremolinos (Memento vom 24. Juli 2008 im Internet Archive)
9. ↑  Patroc Torremolinos Gay Guide. Abgerufen am 15. April 2019.
10. ↑  AFP: Bombenanschlag nahe Touristenhotel in Südspanien. www.mittelbayerische.de, 29. Juli 2008, archiviert vom Original; abgerufen am 3. März 2010.
11. 1 2  Torremolinos – Pueblo. Tourismus-Homepage Costa del sol. Abgerufen am 18. September 2014.
12. ↑  DIE ZEIT (Archiv): Spanien: Die Kinder von Torremolinos. In: Die Zeit. 1. Februar 1985, ISSN 0044-2070 (zeit.de [abgerufen am 14. April 2019]).
13. ↑  Heinrich Lenhardt: Terrormolinos. In: Happy Computer. Sonderheft 3/85, S. 29.